# Bague de virginité
La bague de pureté ou bague de virginité est portée comme signe de chasteté. Cette bague signifie pour la personne qui la porte qu'elle souhaite rester vierge jusqu'au mariage. 

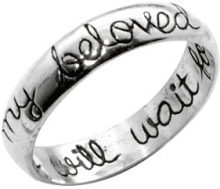
Bague de virginité.

## Histoire
La bague de virginité a son origine dans une tradition des églises baptistes aux États-Unis . Dans les années 1990, des organisations chrétiennes évangéliques  promouvant les  pactes de pureté et la virginité avant le mariage, comme True Love Waits et Silver Ring Thing ont utilisé la bague de pureté comme symbole d'engagement. Pour certains jeunes qui la portent, c'est un aide-mémoire de leur décision.

## Controverses

### Royaume-Uni
En juin 2007, une jeune Britannique de 16 ans, Lydia Playfoot, exclue de son lycée après avoir refusé de retirer cette bague, a saisi la justice sur le fondement des articles 9 (liberté de pensée) et 14 (discrimination) de la Convention européenne des droits de l'homme. À l'audience, ses avocats ont plaidé que le lycée permettait bien aux musulmanes de porter le voile et aux sikhs leur turban, et qu'une interdiction contre la bague violerait les droits de l'homme de leur cliente.
Le lycée avait rejeté ces arguments, estimant que la bague n'était pas un signe religieux et donc que son port représentait une infraction à l'uniforme scolaire. Le 26 juillet 2007, la haute cour statua que les droits de la jeune fille n'avaient pas été violés.

### États-Unis
L'Union américaine pour les libertés civiles a porté des accusations contre l'administration Bush pour son financement des programmes et organismes qui promouvaient l'abstinence et qui encouragent les adolescents à porter les bagues de virginité. L'UALC a porté les accusations parce que le programme n'avait pas montré sa sécularité, une exigence du premier amendement de la Constitution américaine, et donc n'était pas admissible pour le financement fédéral. La solution atteinte par l'UALC et le gouvernement américain stipule que toutes les applications du programme Silver Ring Thing dans le futur doivent être analysées par l'UALC pour assurer que les programmes ne soient pas utilisés à des fins religieuses.
En 2004, une étude américaine de l'Université Columbia rapportait que 88 pour cent de ceux qui ont pris un engagement d'abstinence ont eu des rapports sexuels avant le mariage. Et parmi ceux qui ont brisé leur vœu, moins de 20 pour cent avaient utilisé un préservatif.  Une étude américaine de 2009 de la Campagne nationale de prévention de la grossesse adolescente et non planifiée (anglais : National Campaign to Prevent Teen and Unplanned Pregnancy) a rapporté que 80% des jeunes évangéliques non mariés avaient eu des relations sexuelles et que 42% étaient dans une relation avec des rapports sexuels, lors de l’enquête.

## Médias
Un épisode de South Park (La Bague) traite du commercialisme qui accompagne cet anneau.